# Richard Moritz Wahl
Richard Moritz Wahl (* 11. Juni 1846 in Unkersdorf; † 5. Juni 1922 in Dresden) war ein deutscher Jurist und höherer sächsischer Staatsbeamter. Er war Geheimer Rat sowie Vizepräsident der Königlich Sächsischen Oberrechnungskammer.

## Leben und Wirken
Er war der Sohn des evangelisch-lutherischen Pfarrers von Kötzschenbroda und besuchte ab Ostern 1860 die Fürstenschule St. Afra in Meißen, die er zu Ostern 1866 mit dem Reifezeugnisse verließ. Danach studierte an der Universität Leipzig Rechtswissenschaften, bestand dort 1869 die erste juristische Staatsprüfung und arbeitete daraufhin längere Zeit als Rechtskandidat bei Rechtsanwälten in Dresden. 
Am 1. Januar 1872 erhielt er seine erste Anstellung im sächsischen Staatsdienst als Hilfsreferendar beim Gerichtsamt Meißen. Zum 1. März 1872 wurde er an das Gerichtsamt Leisnig versetzt. Bereits zum 1. Oktober 1872 schied es aus dem sächsischen Justizdienst aus und wechselte in die Finanzverwaltung.
Wahl war zunächst Sekretär beim Kreissteuerrat in Zwickau und nach erfolgreicher zweiter juristischer Staatsprüfung 1875 Finanzsekretär im Königlich Sächsischen Finanzministerium in Dresden. 
Am 1. April 1877 wurde er mit dem Titel Finanzrat Stempelfiskal, am 1. Januar 1882 Mitglied der Zoll- und Steuerdirektion, von wo aus er ab 1. Juni 1888 auftragsweise im Reichsdienst als Reichsbevollmächtigter für Zölle und Steuern bei den Provinzialsteuerdirektionen in Stettin und Posen verwendet wurde. Aus diesem Grund verlegte er seinen Wohnsitz von Dresden nach Stettin.
Am 1. Februar 1892 wurde Wahl zum Mitglied der Königlich Sächsischen Oberrechnungskammer ernannt und kehrte von Pommern nach Dresden zurück. Hier rückte er am 1. November 1906 zum Vizepräsidenten dieser Behörde auf. Im Mai 1911 wurde ihm Titel und Rang als Geheimer Rat verliehen. Am 1. Juli 1917 trat er in den Ruhestand. Er verstarb nach langem Leiden Anfang Juni 1922 in Dresden.